# Шар (Оренбургская область)
Шар — посёлок в Александровском районе Оренбургской области. Входит в состав Хортицкого сельсовета.

## География
Посёлок находится на расстоянии 18 км к юго-западу от села Александровка, административного центра района.

### Часовой пояс
Посёлок Шар как и вся Оренбургская область, находится в часовой зоне МСК+2. Смещение применяемого времени относительно UTC составляет +5:00.

## Население
| 2010 |
| ---- |
| 74   |